# かぼちゃひこうせん ぷっくらこ
『かぼちゃひこうせん ぷっくらこ』（Den underbara pumpan）は、スウェーデンの児童文学作家レンナート・ヘルシング著作、スベン・オットー絵による絵本の作品。日本では奥田継夫と木村由利子に訳され、アリス館から出版された。

## あらすじ
おおくまとこぐまは友達で大の仲良し。アリの卵とハチミツが何よりのごちそうであった。そんなある日、食事中にこぐまの口から種のようなものを発見。早速庭先に出てそれを植えてみると、なんとそれはかぼちゃであった。さらにかぼちゃは、日を重ねるごとにどんどん大きくなっていった。しかし、成長が進むにつれて家におちおち住めないと見限ったおおくまとこぐまは、おばけかぼちゃを家に改造し、引越しを開始する。